# Koninklijk verbond van vrede- en politierechters
Het Koninklijk Verbond van de Vrede- en Politierechters vzw (KVVP) is in België de beroepsgroepering van de eerstelijnsrechters, die niet alleen de professionele belangen van haar leden behartigt, maar die bovendien - en in de eerste plaats - ijvert voor het belang van de rechtzoekenden in de eerstelijnsrechtspraak.
Het is de spreekbuis van de vrederechters en de rechters in de politierechtbanken naar de media en de buitenwereld toe, en uit de regelmatige vragen om advies inzake diverse wetsvoorstellen blijkt dat het Verbond door de minister van Justitie erkend wordt als volwaardige gesprekspartner inzake de aangelegenheden die het ambt van vrederechter of rechter in de politierechtbank (politierechter) aanbelangen. Als belangenvereniging ziet het Verbond toe op relevante wetgevende initiatieven die een impact hebben de uitoefening van hun beroep en op het sociaal en financieel statuut van de magistraten.
Het Verbond wordt geleid door een raad van bestuur die elke maand vergadert, voorgezeten wordt door zijn voorzitter en samengesteld is uit de democratisch verkozen afgevaardigden van de vrederechters en rechters in de politierechtbank van het rechtsgebied van de vijf hoven van beroep. Bovendien zijn de voorzitters van de algemene vergaderingen van vrederechters en rechters in de politierechtbank van de verschillende rechtsgebieden van de hoven van beroep lid met raadgevende stem.
De vrederechters en de rechters in de politierechtbank die lid zijn van de raad van bestuur vergaderen eerst elk in een afzonderlijke sectie, waarin de punten behandeld worden die specifiek de vrederechters, resp. de politierechters aanbelangen. Vervolgens vergaderen beide secties samen over de punten van gemeenschappelijk belang.
Alle vrederechters en rechters in de politierechtbank worden schriftelijk uitgenodigd zich aan te sluiten bij “Het Koninklijk Verbond van de Vrede- en Politierechters” vzw.
Het Verbond ligt mede aan de basis van de zogenaamde indicatieve tabel van vergoedingen voor lichamelijke en materiële schade. 
Het staat ook in voor de uitgave van de gezaghebbende juridisch-wetenschappelijke tijdschriften "Tijdschrift voor de Vrederechters" (T.Vred.) en "Tijdschrift voor de Politierechters" (T.Pol.).